# Lepus alleni
Espèce
Statut de conservation UICN

 LC  : Préoccupation mineure
Le lièvre antilope (Lepus alleni) est une espèce de lièvre américain (famille des Leporidae).

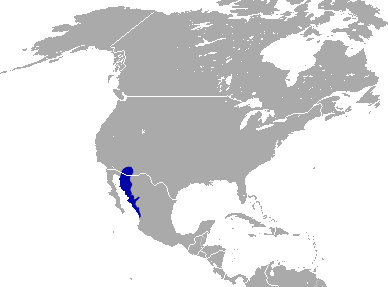
Aire de répartition